# Nucleus ventralis posterior

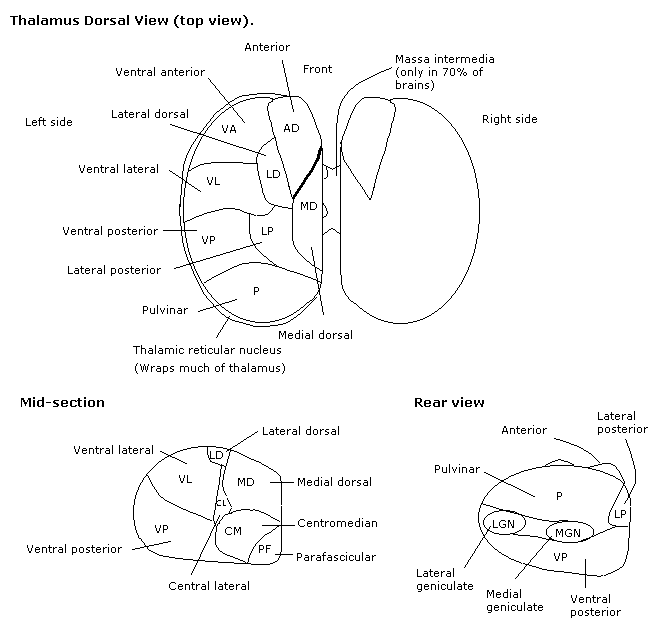
Schema der thalamischen Kerne

Der Nucleus ventralis posterior thalami (VP) (Syn. Nucleus ventrocaudalis) ist ein spezifischer Kern des Thalamus, einem Teil des Zwischenhirns. Er ist ein Bestandteil des Systems, das den Tastsinn und den Schmerzsinn (Somatosensorik) vermittelt.
Die Informationen, die in den Kern hineinlaufen werden durch verschiedene Bahnen, die ihren Ursprung in der Haut, in Gelenken und in Schleimhäuten haben und anschließend durch das Rückenmark und den Hirnstamm laufen, übertragen.
- Über den Tractus spinothalamicus werden vor allem Schmerz und Temperatursinn aus dem Rumpf und aus den Extremitäten geleitet. Über den Lemniscus medialis werden vorwiegend der Tastsinn und Empfindungen über die Gelenkstellung aus Rumpf und Extremitäten (Propriozeption) geleitet. Diese beiden Bahnen enden im äußeren Anteil des Nucleus ventralis posterior. Dieser Anteil wird daher auch Nucleus ventralis posterolateralis (VPL) (Syn. Nucleus ventrocaudalis externus) genannt.

- Über den Lemniscus trigeminalis werden Schmerz, Temperatursinn, Tastsinn und Propriozeption aus dem Gesicht (über den fünften Hirnnerven, den Nervus trigeminus) übermittelt. Diese Bahn endet im mittleren Anteil des Nucleus ventralis posterior. Dieser Anteil wird daher auch Nucleus ventralis posteromedialis (VPM) (Syn. Nucleus ventrocaudalis internus) genannt.

Im Kern werden die eingehenden Informationen auf neue Bahnen umgeschaltet. Diese ziehen dann als sogenannter oberer Thalamusstiel zur Großhirnrinde, insbesondere zu den Rindenarealen, die für die bewusste Wahrnehmung von Schmerz, Tastsinn und Temperatur zuständig sind (Gyrus postcentralis). Aus diesen Rindenarealen steigen auch Bahnen ab, die den Informationsfluss im Nucleus ventralis posterior kontrollieren. Dadurch können Reize blockiert oder durchgelassen werden, was zum Beispiel eine Rolle bei der körpereigenen Schmerzhemmung spielt.